# Маски для обличчя під час пандемії COVID-19

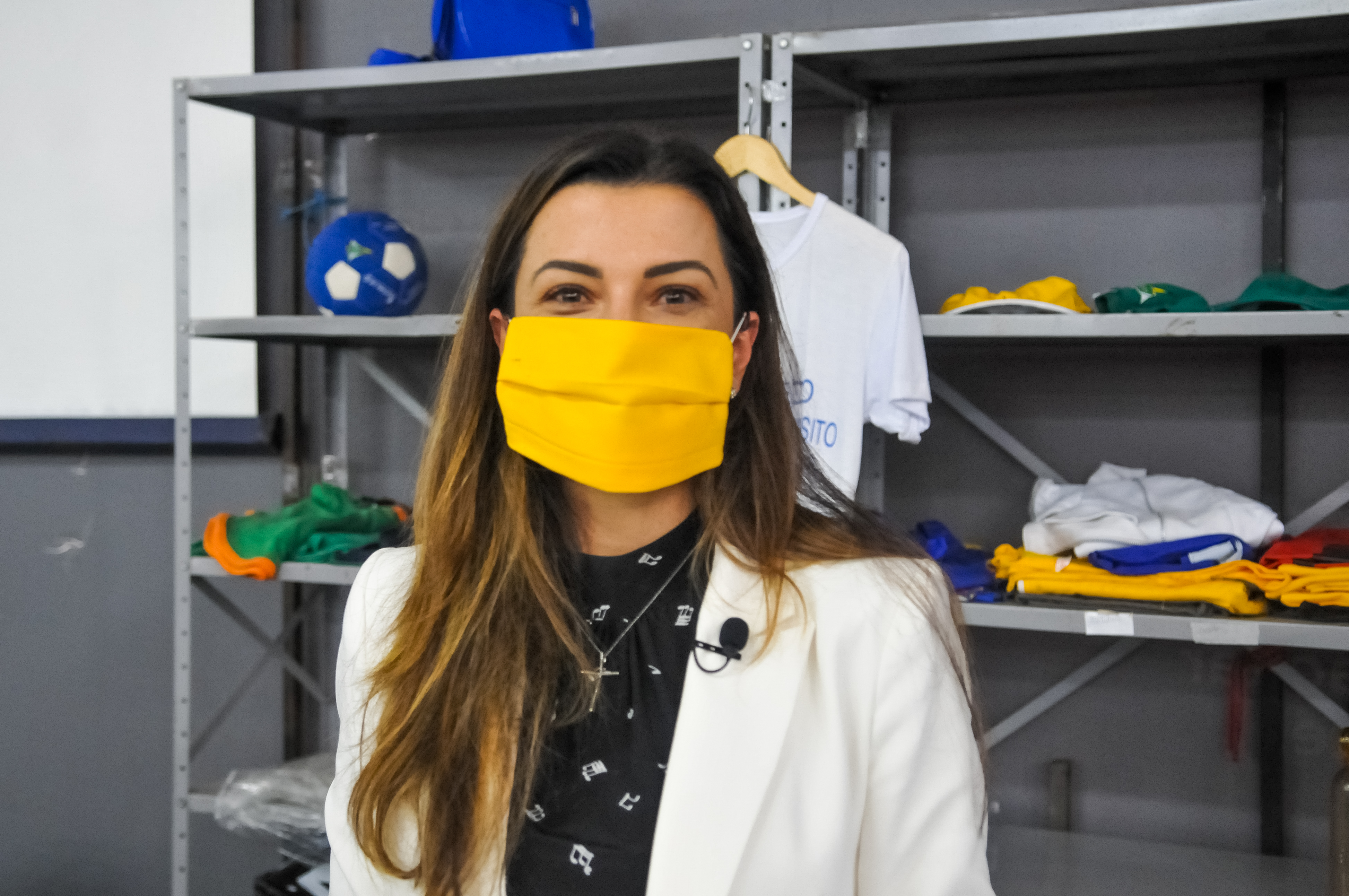
Пошита багатошарова тканинна маска

Під час пандемії COVID-19 маски для обличчя, такі як хірургічні маски та тканинні маски, застосовувались як заходи контролю за громадським та особистим здоров'ям проти поширення SARS-CoV-2. Як у громадських, так і в медичних закладах їх використання призначене для обмеження передачі вірусу та особистий захист для запобігання зараженню.
Використання масок для обличчя рекомендовано медичними працівниками та політичною владою для зменшення ризику зараження. Близько 95 % світового населення мешкає в країнах, які рекомендують або передбачають використання масок у громадських місцях під час пандемії.

## Види масок
- тканинні маски для обличчя
- хірургічні маски (медичні маски)

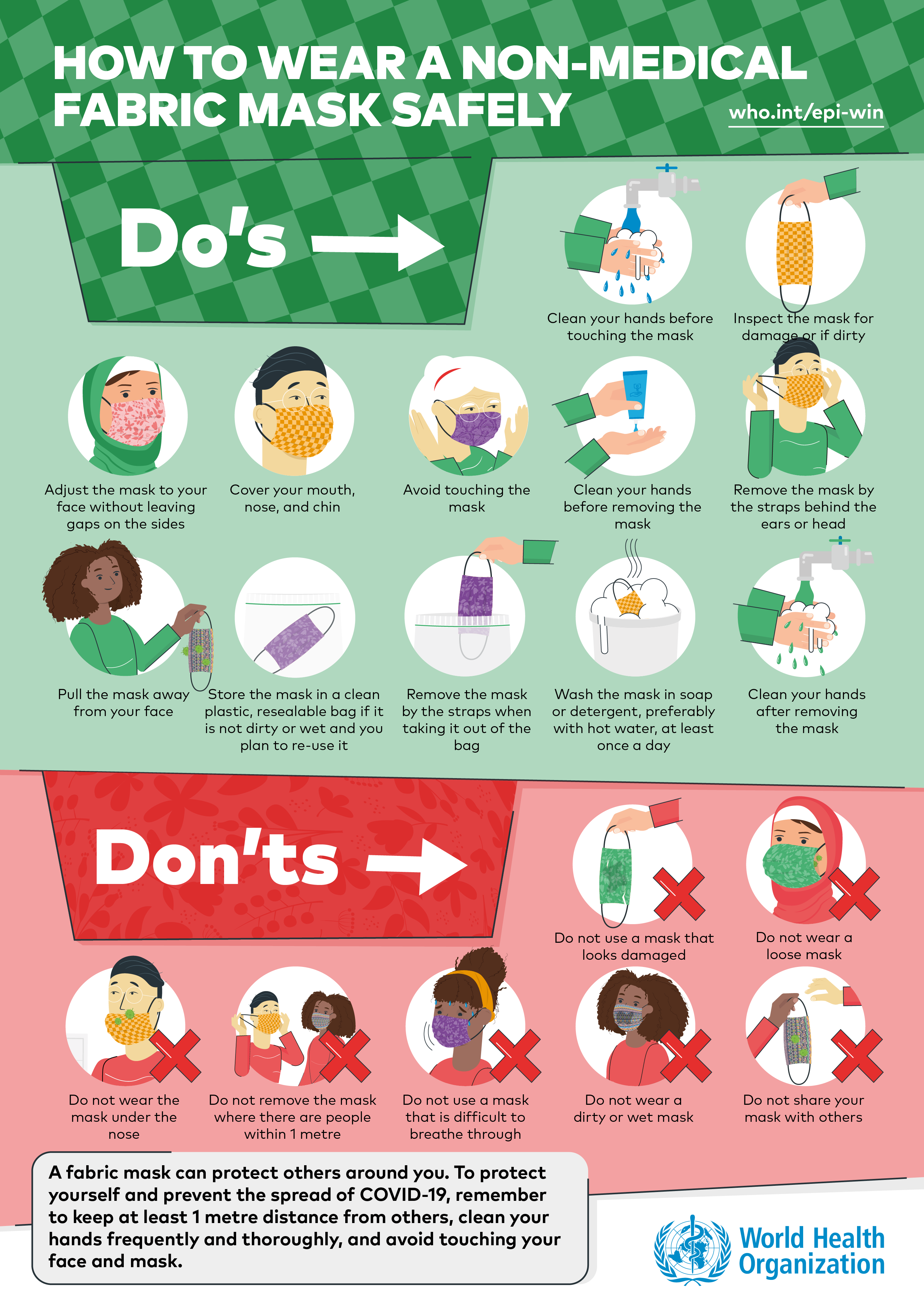
Інфографіка Всесвітньої організації охорони здоров'я про те, як безпечно носити немедичну тканинну маску.

- несертифіковані маски для захисту від обличчя.
- сертифіковані маски для обличчя, що вважаються респіраторами, із сертифікатами, такими як N95 та N99, та FFP.
- фільтруючі респіратори з сертифікатами, такими як N95 та N99, та FFP.
- інші респіратори, включаючи еластомерні респіратори, деякі з яких також можна вважати фільтруючими масками.
- розумні маски для обличчя з інтегрованою технологією та підключеннями, такі як Bluetooth[3][4]

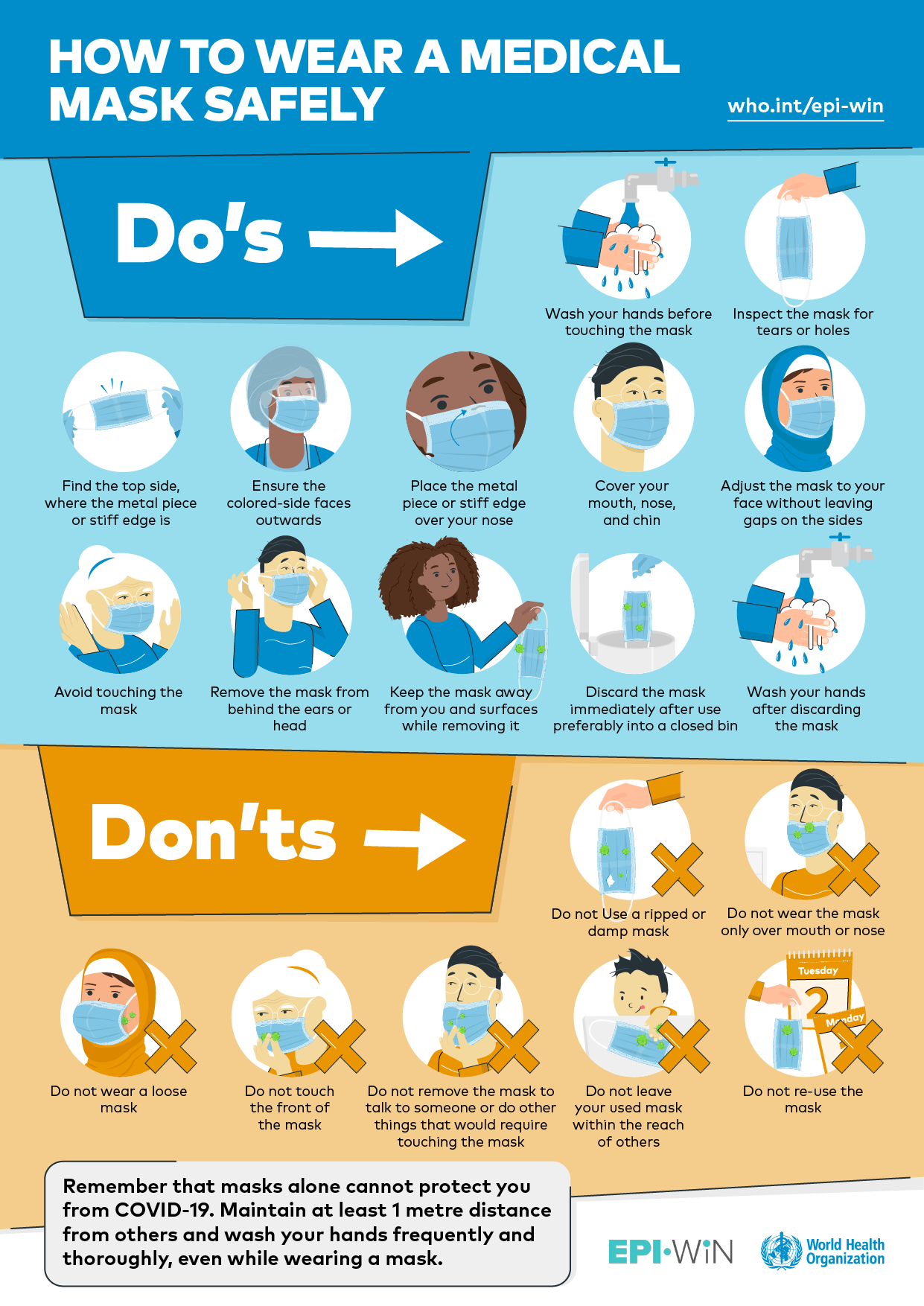
Інфографіка Всесвітньої організації охорони здоров'я про те, як безпечно носити медичну маску.

Існують деякі інші типи засобів індивідуального захисту (ЗІЗ), такі як захисні екрани та медичні окуляри, які іноді використовуються разом із масками для обличчя, але не рекомендуються як їх заміна. Інші види ЗІЗ включають рукавички, фартухи, халати, бахіли та шапки для волосся.
При правильному носінні хірургічна маска призначена для блокування розпилення, крапель, бризок, які можуть містити віруси та бактерії, не даючи їм потрапляти в рот і ніс користувача. Хірургічні маски також можуть допомогти зменшити вплив інших людей на слину та респіраторні секрети.

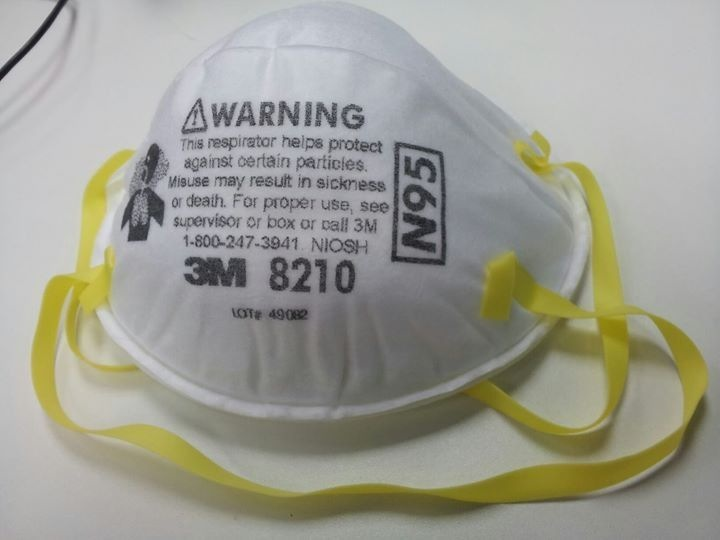
Маска N95.

Маска N95 — це масляний респіратор з фільтруванням частинок, який відповідає рейтингу фільтрації повітря N95 Національного інституту безпеки та гігієни праці США, що означає, що він фільтрує щонайменше 95 відсотків частинок, що переносяться в повітрі. Це найпоширеніший респіратор для фільтрування твердих частинок. Це приклад механічного фільтруючого респіратора, який забезпечує захист від твердих частинок, але не газів та парів. Як і середній шар хірургічних масок, маска N95 виготовлена з чотирьох шарів розплавленого нетканого поліпропіленового полотна. Відповідною маскою для обличчя, що використовується в Європейському Союзі, є респіратор FFP2.

## Рекомендації

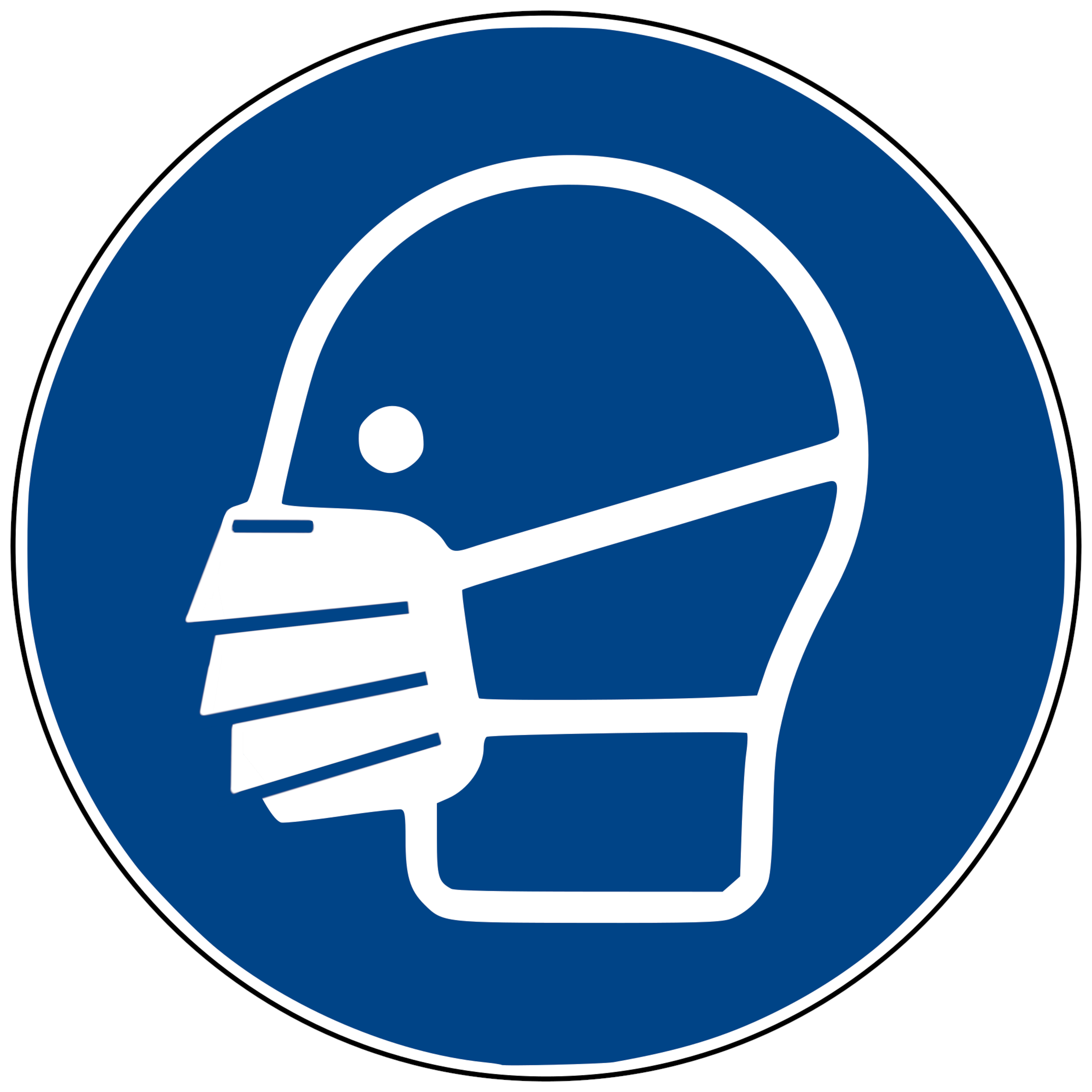
Як носити хірургічну білу маску: 1) смужка носа вгору, 2) складки вниз, 3) прикриття підборіддя

Застосування масок для обличчя широкою громадськістю було рекомендовано працівниками охорони здоров'я, щоб мінімізувати ризик передачі, при цьому органи влади часто вимагають їх використання в певних умовах, наприклад, у громадському транспорті та магазинах, іноді навіть на вулиці.

Рекомендації змінювались у міру розвитку сукупності наукових знань. Однією з ранніх рекомендацій було те, що маски повинні носити лише люди з симптомами, хоча факти свідчать про безсимптомну передачу. Це було переглянуто.

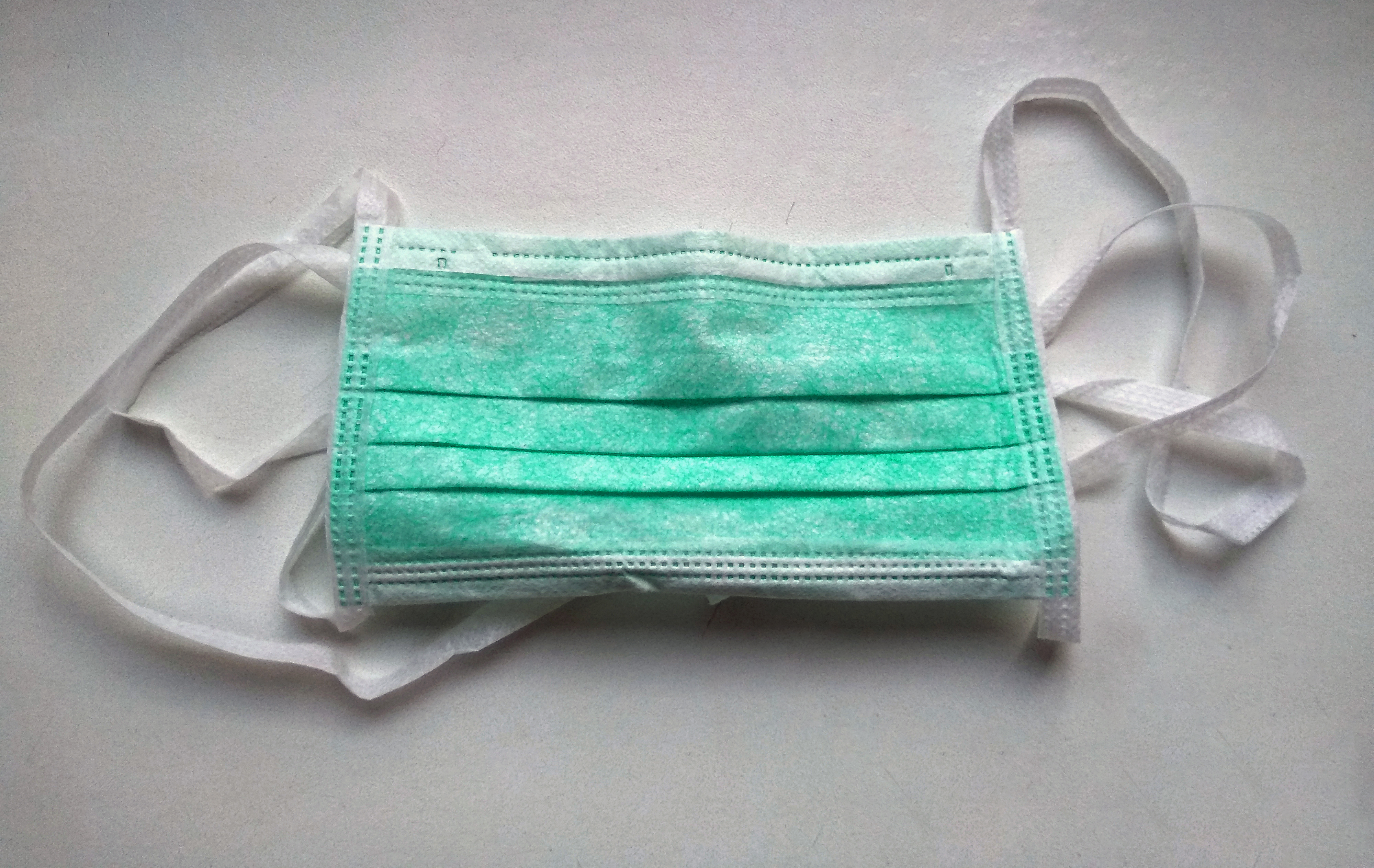
Хірургічна маска.

Більшість країн Європи запровадили обов'язкові правила носіння масок для обличчя в громадських місцях. 8 квітня 2020 року Європейський центр з профілактики та контролю захворювань (ECDC) опублікував свої рекомендації. 15 лютого 2021 р. ECDC оновив рекомендацію, зазначивши: «Хоча докази використання медичних масок для обличчя в громадських місцях для запобігання COVID-19 обмежені, маски для обличчя слід розглядати як нефармацевтичне втручання в поєднанні з іншими заходами як частина зусиль щодо боротьби з пандемією COVID-19».

## Правильне поводження і носіння масок

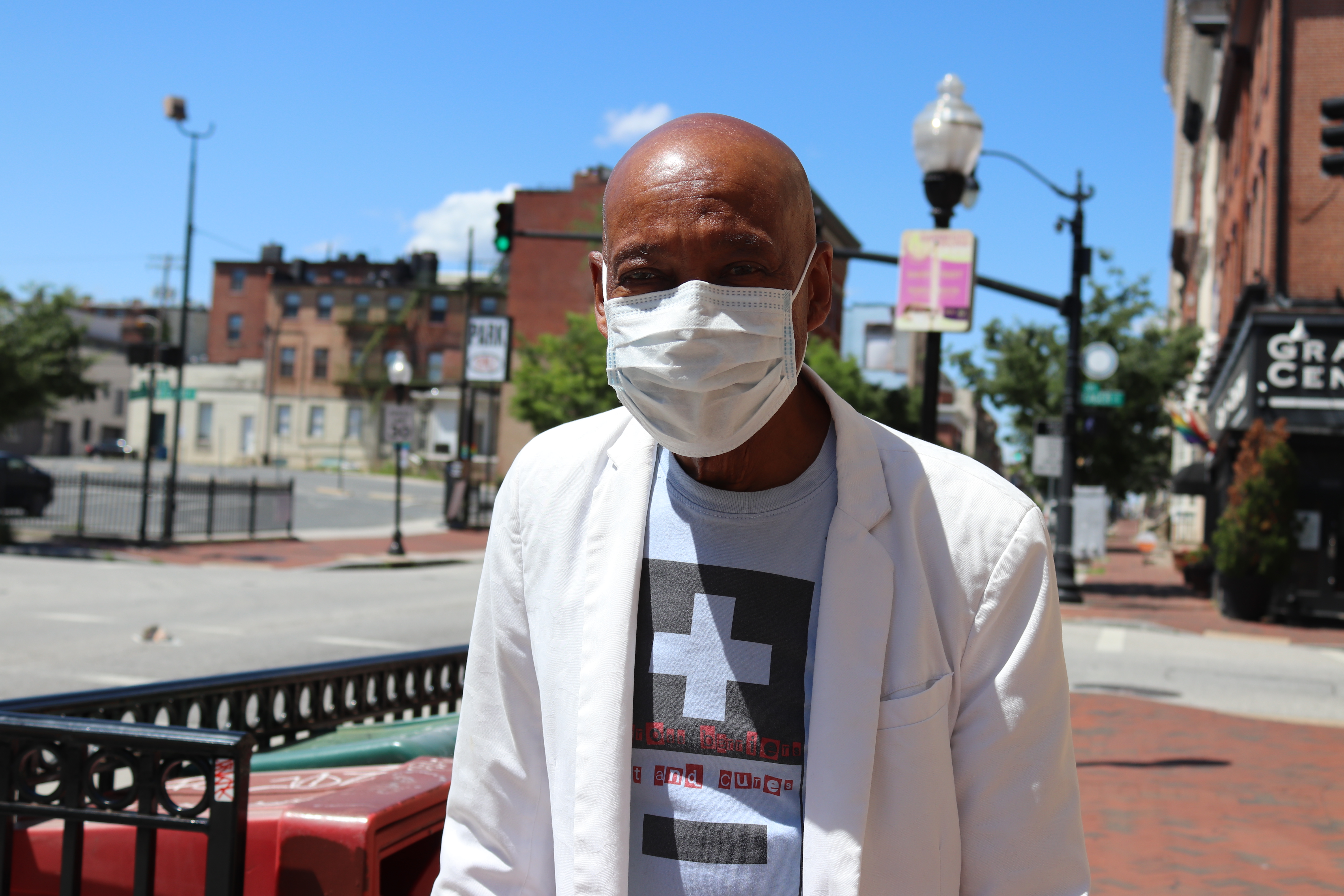
Правильно надіта маска для обличчя покриває ніс, рот і підборіддя.

Оскільки носіння масок набуло широкого поширення під час пандемії, це породило проблему, що багато людей не правильно поводяться і носять свої маски. Сюзанна Віллард, професорка клініки Школи медсестер Рутгерса, зауважила, що широка громадськість не звикла носити маски, і що простих людей просять використовувати інструмент, якому навчені медичні працівники.
Поширена проблема полягає в тому, що люди носять маски, що опускаються нижче носа, що є неправильним способом носіння маски.

## Суспільство та культура

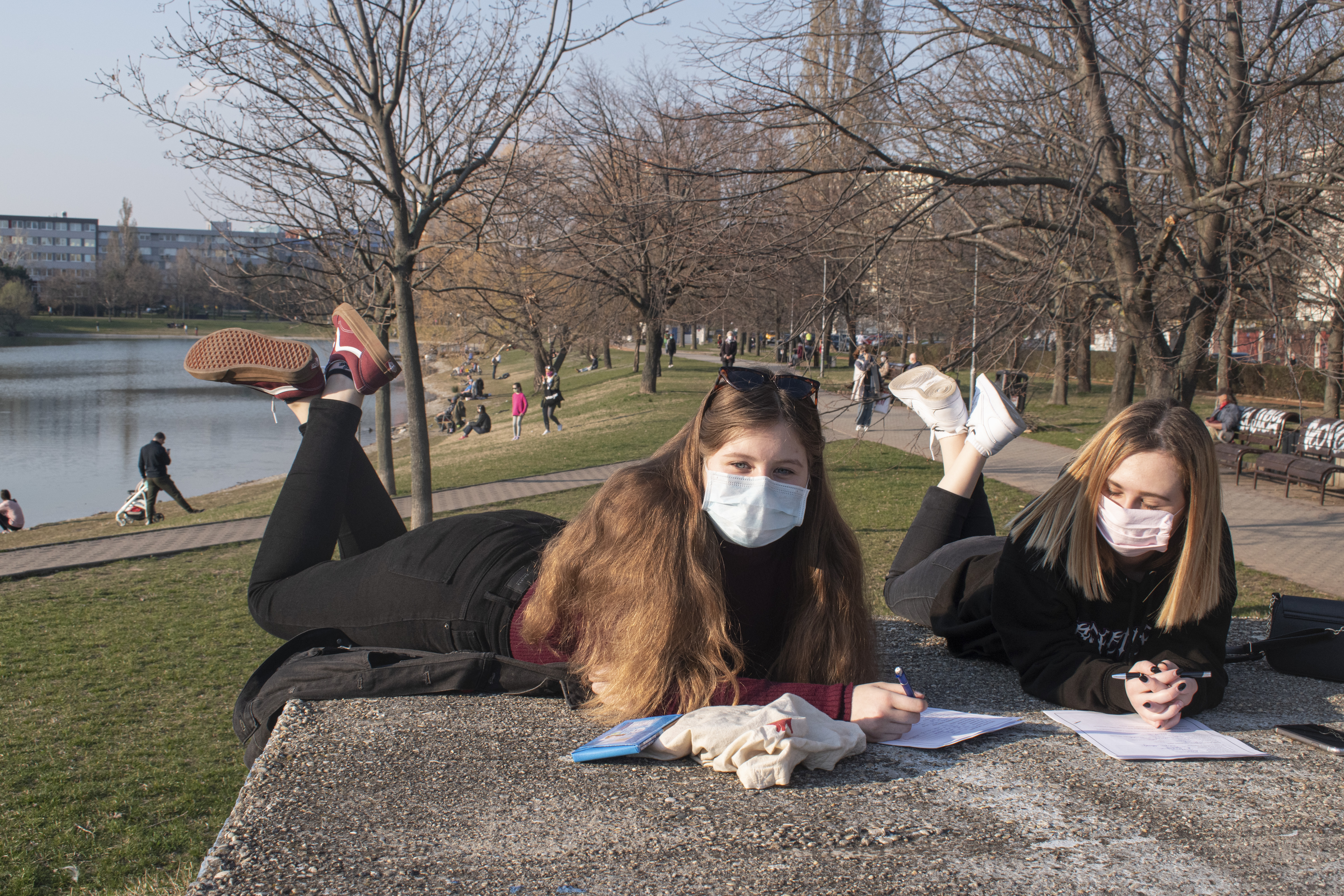
Словаччина була однією з перших країн світу, яка запровадила загальне маскування в громадських місцях.

У суспільствах Східної Азії основною причиною носіння масок є захист інших від себе. Широке припущення, що стоїть за цим актом, полягає в тому, що будь-хто, включаючи, здавалося б, здорових людей, може бути носієм коронавірусу. Використання масок розглядається як колективна відповідальність за зменшення передачі вірусу. Таким чином, маска для обличчя розглядається як символ солідарності у східних країнах. В іншому, потреба в носінні масок все ще часто розглядається з індивідуальної точки зору, коли маски служать лише для захисту себе. Однак протягом пандемії люди почали пропагувати нове значення — акт солідарності один з одним. Носіння масок поступово переходить на нову соціальну норму.
Існуючі культурні норми та соціальний тиск можуть перешкоджати носінню масок у громадських місцях, що пояснює, чому на Заході уникають носіння масок. Дослідження, проведене в ході опитування людей в Іспанії, показало, що ймовірність добровільного носіння маски людиною позитивно корелює із часткою поглинання в околицях.
У західному світі публічне використання масок все ще часто несе велику стигму, оскільки це розглядається як ознака хвороби. Ця стигматизація є великою перешкодою, яку потрібно подолати, тому що людям може бути соромно носити маску на публіці і тому вирішити не носити її. Також існує розбіжність у західному світі, як це спостерігається в Чехії та Словаччині, де відбулася масова мобілізація для посилення солідарності в носінні масок з березня 2020 року.
Носіння маски називають просоціальною поведінкою, при якій захищають інших в межах своєї спільноти. У соціальних мережах зусиллями кампанії # masks4all спонукали людей використовувати маски. Тим не менше, багато випадків насильства і ворожості з боку людей, які ставали агресивними після того, як їх попросили одягти маску або бачили людей, які носили маски, в установах, що базуються на клієнтах. Кілька людей були вбиті в результаті нападів людей, які відмовились одягти маску. Це призвело до занепокоєння з приводу безпеки працівників, тому не рекомендується активно наполягати на тому, щоб клієнт одягнув маску через потенціал небезпечних ситуацій.

### Роль уряду
Пандемія порушила питання про роль урядів у політиці носіння масок, як добровільній, так і обов'язковій політиці, особливо з точки зору соціальних та поведінкових наслідків із залученням широкої громадськості.
Результати дослідження, проведеного під час опитування людей у Німеччині, вказують на те, що акт носіння маски, незалежно від політики, вважається суспільним договором, в якому люди, що відповідають вимогам, сприймають одне одного більш позитивно, а невідповідність оцінюється негативно. Однак це також передбачає, що добровільна носіння маски може потенційно вплинути на посилення поляризації та, таким чином, спричинити більше стигматизації. Автори рекомендували країнам та громадам приймати обов'язкову політику разом із чітким повідомленням про переваги від носіння масок (наприклад, зменшення ризику, взаємний захист, позитивний соціальний сигнал), так і обов'язкової політики (наприклад, справедливість, менша стигматизація, більша ефективність) для заохочувати громадськості носити маски.
| Країна / територія                | %  |
| --------------------------------- | -- |
| </img> Сінгапур                   | 92 |
| </img> Іспанія                    | 90 |
| </img> Таїланд                    | 88 |
| </img> Гонконг                    | 86 |
| </img> Японія                     | 86 |
| </img> Малайзія                   | 85 |
| </img> Індонезія                  | 85 |
| </img> Філіппіни                  | 84 |
| </img> Франція                    | 83 |
| </img> Індія                      | 82 |
| </img> Італія                     | 81 |
| </img> Китай                      | 80 |
| </img> Тайвань                    | 80 |
| </img> В'єтнам                    | 79 |
| </img> Об'єднані Арабські Емірати | 79 |
| </img> Об'єднане Королівство      | 75 |
| </img> Сполучені Штати            | 75 |
| </img> Канада                     | 74 |
| </img> Саудівська Аравія          | 71 |
| </img> Мексика                    | 67 |
| </img> Німеччина                  | 65 |
| </img> Австралія                  | 41 |
| </img> Польща                     | 23 |
| </img> Греція                     | 19 |
| </img> Росія                      | 10 |
| </img> Єгипет                     | 8  |
| </img> Фінляндія                  | 7  |
| </img> Швеція                     | 6  |
| </img> Норвегія                   | 5  |
| </img> Данія                      | 4  |

## В Україні
- Україна: З 6 квітня 2020 року уряд вимагає носіння маски для обличчя в громадських місцях. У Києві громадські місця також включаюли парки та вулиці.[54]